# Rhodinia
Rhodinia é um gênero de mariposa pertencente à família Bombycidae.